# Cowboy (Dokumentarfilm)
Cowboy ist ein Dokumentar-Kurzfilm von Michael Ahnemann aus dem Jahr 1966.

## Inhalt und Hintergrund
Der 17-minütige Film gibt einen nüchternen Überblick über das unglamouröse Leben heutiger Viehhirten im mittleren Westen der USA und erzählt die Geschichte eines Ehemanns sowie Familienvaters als moderner Cowboy im kalifornischen Tehachapi.
Der von der US Information Agency geförderte Film war der Debütfilm von Michael Ahnemann, dessen zweiter Dokumentarfilm Pacific High erst vierzehn Jahre später im Jahr 1980 erschien.

## Auszeichnungen
Michael Ahnemann und Gary Schlosser wurden für den Film bei der Oscarverleihung 1967 für den Oscar für den besten Dokumentar-Kurzfilm nominiert.